# Oviken-Myssjö församling
Oviken-Myssjö församling är en församling i Södra Jämtland-Härjedalens kontrakt i Härnösands stift. Församlingen ingår i Sydöstra Jämtlands pastorat och ligger i Bergs kommun i Jämtlands län.

## Administrativ historik
Församlingen bildades den 1 januari 2010 genom sammanslagning av Ovikens och Myssjö församlingar och kvarstod inom Södra Jämtlands pastorat. 1 januari 2022 uppgick församlingen i Sydöstra Jämtlands pastorat. 

## Kyrkor
- Ovikens gamla kyrka
- Ovikens nya kyrka
- Myssjö kyrka